# Sejergaardens Musikefterskole
Sejergaardens Musikefterskole i Tølløse er Sjællands eneste musikefterskole, og er dannet i 1992. Udover efterskolen er der en dagskole og en musikskole (som kun er for skolens elever). Skolen blev grundlag som en selvstændig del af Sejergaardsskolen.